# Chrioloba apicata
Chrioloba apicata là một loài bướm đêm trong họ Geometridae.